# 辽县礼拜堂
辽县礼拜堂是一座近现代重要史迹及代表性建筑，位于山西省晋中市左权县县城辽阳镇辽阳街中部衙门口。外观基本保留至今，是晋中市规模最大、保存最完整的一座西式教堂建筑。
该建筑原为美国友爱会（Church of the Brethren）礼拜堂，由传教士建造于1921-1922年。1913年，美国传教士费尔儒抵达，建立教会，又陆续设立育贤学校、友爱医院。礼拜堂由本县著名工匠刘玉苗、刘玉魁、刘玉基三兄弟承建，高 20米，占地面积 500平方米，包括大厅、住宅、钟楼和地下室。教堂大厅内设有500个座位，镶嵌花窗玻璃，并分设东西两门，由男女分别使用。地下室可容100人居住。
1938年日军占领辽县后，友爱会及其开办的育贤学校、友爱医院中，多名中外基督徒暗中与八路军进行抗日合作。1940年8月，日军抓捕李文焕、王玉岗、刘金兰、刘春荣等13名中国基督徒，包括医生、护士、教师、学生，于秋天将其杀害，制造“友爱会惨案”。1940年12月友爱会传教士被迫撤离辽县，日军占据了礼拜堂、医院和学校。1945年4月日军逃离时，烧毁育贤学校和友爱医院，仅有礼拜堂得以保留，被八路军用作大礼堂。1949年以后，此处曾用作文工团、县剧团，1980年代以后又被县剧团出租，改为商场和酒楼，现因成为危房而关闭。附近钟楼等老建筑已在城市改造中拆除。
2003年1月15日，辽县礼拜堂公布为晋中市文物保护单位。